# Calephelis bajaensis
Calephelis bajaensis är en fjärilsart som beskrevs av Mcalpine 1971. Calephelis bajaensis ingår i släktet Calephelis och familjen Riodinidae. Inga underarter finns listade i Catalogue of Life.